# Фертовы
Фе́ртовы — русский угасший дворянский род, предположительно происходящий из города Ряжска Рязанской губернии, осевший с 1844 г. в местечке Богачка Миргородского уезда Полтавской губернии.

## История рода
Определением Полтавского Дворянского Депутатского Собрания от 26 сентября 1844 года, отставной коллежский асессор Григорий Алексеевич Фертов с женой и потомством (сыновья Алексей и Николай, дочери Елисавета и София) был признан в потомственном дворянском достоинстве и был внесён в 3-ю часть дворянской Родословной книги Полтавской губернии, что было утверждено указом Правительствующего Сената за № 22750 от 31 декабря 1845 года

## Известные представители
- Коллежский асессор Григорий Алексеевич Фертов (старший) – в службу вступил копиистом в Ряжский уездный суд (26.12.1805), где служил до 1809 г. В 1818–1819 гг. служил в столичной полиции. 22.08.1821 г. был определён в Херсонское губернское правление. 01.02.1822 г. был переведён в контору Севастопольского военного карантина.  Таможенный надзиратель при Севастопольском военном карантине (1825–1836). Помощник надзирателя в Закавказском таможенном округе(1836–1837). Секретарь исполнительной Экспедиции Таврического Губернского правления (1837–1838). Правитель Таврической Губернской комиссии народного продовольствия (1839–1841). Старший помощник правителя канцелярии Таврического гражданского губернатора (1841–1844. Указом Правительствующего Сената от 22.05.1843 г. был произведён в коллежские асессоры. Не позднее 11.09.1844 г. вышел в отставку.
- Генерал-лейтенант[2] Алексей Григорьевич Фертов (род. 30 декабря 1838, ум. 12 января 1892) – окончил Петровский Полтавский кадетский корпус (1854), Дворянский полк, Николаевскую академию Генерального штаба (1862) и Военно-юридическую академию (1870). Вероятный участник петербургских офицерских кружков и, в частности, т.н. «кружка генштабистов, или кружка Сераковского-Домбровского», а также «революционной организации офицеров русской армии в Польше» [3]. Генерал-майор (30 августа 1884), военный судья Варшавского (с 24 ноября 1874) и затем Одесского (с 28 мая 1885 года; умер, состоя в этой должности) военно-окружных судов.
- Подполковник Николай Григорьевич Фертов (род. 05 декабря 1842, ум. 1897/8) – окончил Александринский Сиротский Кадетский корпус (1862) и Военно-юридическую академию (1875). Воспитатель в Пажеском корпусе (1877–1878 (уволен по болезни)).
- Штабс-ротмистр Григорий Алексеевич Фертов (младший) (род. 17 апреля 1881, ум. 16 февраля 1910) – окончил Петровский Полтавский кадетский корпус (1898) и Николаевское кавалерийское училище (1900). В составе 52-го драгунского Нежинского полка участвовал в Русско-японской войне, в частности, в набеге на Инкоу. «За отличия в делах против японцев» награждён орденами Святой Анны 4-й степени и Святого Станислава 3-й степени с мечами и бантом. Погиб в результате несчастного случая во время упражнений по верховой езде[4].
- Подполковник Владимир Николаевич Фертов (род. 11 сентября 1878, ум. не ранее 16 января 1918) – окончил Петровский Полтавский кадетский корпус (1896), Павловское военное училище (1898) и Александровскую Военно-юридическую академию (1906). Помощник военного прокурора Иркутского военно-окружного суда (1907–1912), мировой судья 2-го участка в городе Красноярске (1912–1914). Участник Первой Мировой войны. Помощник военного прокурора Казанского военно-окружного суда (1917). По приказу Народного Комиссара по военным делам уволен в бессрочный отпуск, не принимаемый на учёт (16.01.1918). Дальнейшая судьба неизвестна.
- Поручик Николай Николаевич Фертов (род. 7 мая 1883, ум. 22 марта 1973) – окончил Петровский Полтавский кадетский корпус (1901) и Павловское военное училище (1903). В составе 12-го Барнаульского Сибирского пехотного полка участвовал в Русско-японской войне. «За отличия в делах против японцев» награждён орденами Святой Анны 4-й степени и Святого Станислава 3-й степени с мечами и бантом. С 1906 г. в запасе. Служил в Крестьянском поземельном банке (1906–1914). Участник Первой Мировой войны. «За отличия в делах против неприятеля» награждён орденами Святой Анны 3-й степени с мечами и бантом, Святого Станислава 2-й степени с мечами и Святой Анны 2-й степени. После 1917 года эмигрировал. До 1944 г. проживал в Югославии. Служил в караульной роте Русского корпуса. С 1950 г. в Бельгии, где и умер.
- Капитан Александр Николаевич Фертов (род. 6 июля 1886, ум. 7 июня 1946) – окончил Петровский Полтавский кадетский корпус (1903) и Константиновское артиллерийское училище (1905). Выйдя в запас в 1912 г., служил на Екатерининской железной дороге начальником станции Письменная (1913–1914). Участник Первой Мировой войны. «За отличия в делах против неприятеля» награждён орденами Святой Анны 3-й степени с мечами и бантом, Святого Станислава 3-й степени и 2-й степени с мечами. В 1918–1930 гг. вновь служил на железной дороге начальником станций Горловка (1918–1919), Мариуполь (1919–1922), Павлоград (1923–1924), Ромодан (1924–1926), Пирятин (1926–1930). 6 января 1931 г. обвинён по 58-й статье и приговорён к высылке в Северный край на 3 года. После освобождения, работал по вольному найму на строительстве канала Москва-Волга и Дмитровского исправительно-трудового лагеря НКВД СССР (Дмитлага) (1933–1937), Куйбышевского Гидроузла НКВД СССР (1937–1940). Посмертно реабилитирован прокуратурой Полтавской области УССР 3 января 1990 г.
- Штабс-капитан Алексей Николаевич Фертов (род.29 июля 1888, ум. 27 июля 1916) – окончил Петровский Полтавский кадетский корпус (1905) и Киевское военное училище (1907). Участник Первой Мировой войны. В составе 5-го Сибирского стрелкового полка убит в ходе битвы при Ковеле и остался на поле сражения.
- Нина Александровна Фертова (род. 9 сентября 1923, ум. 15 июня 1996) – профессиональный педагог. Работала учителем, завучем и директором различных школ Куйбышевской и Минской областей (1944–1978). Депутат Чапаевского районного совета (1944) , .

## Герб
Фертовы не имели герба, внесённого в Общий Гербовник.

## Родословная Фертовых
- Григорий Алексеевич Фертов (* ок. 1792 †19.01.1863, похоронен в Симферополе на Старом христианском кладбище)
∞Варвара Алексеевна, урожд. Тухарелова, дочь корнета Алексея Тухарелова, из дворян Полтавской губернии. 
  - Елизавета Григорьевна (*27.02.1835, Севастополь † не ранее 26.09.1844).
  - Алексей Григорьевич (*30.12.1838, Симферополь †12.01.1892, Одесса, похоронен на Новом кладбище). 
∞ Надежда Васильевна, урожд. Короева(*ок. 1845 † не ранее 1911), дочь отставного штабс-ротмистра Василия Ивановича (Иоанновича) Короева (*05.02.1817 † не ранее 1866), из дворян Херсонской губернии..
    - Вера Алексеевна (*15.09.1876 † не ранее мая 1916). 
∞Алексей Степанович Потапов, генерал-майор (*17.03.1872 † не ранее 1924), из дворян Санкт-Петербургской губернии.
    -  Григорий Алексеевич (*17.04.1881 †16.02.1910, Санкт-Петербург). Бездетный холостяк.

  - София Григорьевна (*10.10.1840, Симферополь † не ранее 26.09.1844).
  - Николай Григорьевич (*05.12.1842, Симферополь †1897/8, местечко Богачка, Миргородский уезд, Полтавская губ.) 
∞ (26.09.1880, Санкт-Петербург) Александра Назаровна, урожд. Варламова (* ок. 1857, Псков(?) †1912), мещанка.
    - Владимир Николаевич (*11.09.1878, Санкт-Петербург † не ранее 16.01.1918). Узаконен 22.01.1884 г. 
∞Надежда Ивановна, урожд. Колтоновская (* не позднее 1885 † не ранее 28.10.1916), дочь священника.
      - Елена Владимировна (*01.05.1902 † не ранее 28.10.1916).
      - Александра Владимировна (*06.09.1904 † не ранее 19.10.1930). 
∞N N Милиус.

    - Григорий Николаевич (*11.12.1880, Санкт-Петербург †1893/4, местечко Богачка, Миргородский уезд, Полтавская губ.(?)). Бездетный холостяк.
    - Николай Николаевич (*07.05.1883, местечко Богачка, Миргородский уезд, Полтавская губ. †22.03.1973, г. Тианж, провинция Льеж, Бельгия, похоронен на кладбище Юи с женой).
∞ Мария Николаевна, урожд. Матюшкина (*13.04.1884, Варшава †22.10.1964, Юи, Бельгия), дочь в звании камер-юнкера, статского советника Николая Николаевича Матюшкина (*12.07.1834 †1889) и Лидии Дмитриевны, урождённой Клокачёвой, правнучки Ф. А. Клокачёва.
      - Николай Николаевич (*01.11.1908, Санкт-Петербург † после 1921). Воспитанник Крымского кадетского корпуса в Югославии. Дальнейшая судьба неизвестна.

    - Александр Николаевич (*06.07.1886, местечка Богачка, Миргородский уезд, Полтавская губ. †07.06.1949, Куйбышев, похоронен на Управленческом кладбище).
∞ Любовь Ивановна, урожд. N (* не позднее 1891 † не ранее 05.05.1921 и не позднее 26.06.1922, Харьков(?)).
∞ Серафима Николаевна, урожд. Меркушева (*20.07.1892, Могилёв †02.10.1968, там же, похоронена на Машековском кладбище), дочь статского советника Николая Павловича Меркушева (* ок. 1860 †01.12.1908), из дворян Могилёвской губернии, и Елисаветы Александровны, урождённой Крижицкой (* ок. 1860 †1928).
      - (от 1-го брака) Людмила Александровна (*05.05.1908, село Ушкалка, Мелитопольский уезд, Таврическая губ. †30.10.1986, Запорожье, похоронена на Южном кладбище). Имела существующее потомство. 
∞ Иван N Горин. 
∞ (30.03.1950, Гурьев, Казахская ССР) Василий Дмитриевич Цакелов (*17.06.1914, Старый Крым, Феодосийский уезд, Таврическая губ. †12.10.1995, Запорожье, похоронен на Южном кладбище с женой). 
        - (от 2-го брака) Дмитрий Васильевич Цакелов (*18.05.1945, Гурьев, Казахская ССР), ассоциированный член Российского Дворянского Собрания, историограф рода Фертовых.

      - (от 1-го брака) Зинаида Александровна (*1910 †06.09.1977, Ялта, похоронена там же на Старом кладбище). Без потомства. 
∞ N N Голиков.
      - (от 2-го брака) Нина Александровна (*09.09.1923, Полтава †15.06.1996, Москва, похоронена на Ваганьковском кладбище с мужем). Имела существующее потомство. 
∞ (24.08.1948, село Покровка, Чапаевский р-н, Куйбышевская обл.) Александр Иванович Клюшкин (*30.11.1925, село Покровское, Самарский уезд, Самарская губ. †07.01.1990, Москва, похоронен на Ваганьковском кладбище) .
      - (от 2-го брака) Георгий Александрович (*17.06.1926, Пирятин). Умер во младенчестве.
      -  (от 2-го брака)  Мария Александровна (*04.08.1929, Пирятин †10.03.2005, Самара, похоронена на Управленческом кладбище). Имела существующее потомство от первого брака.
∞ (06.08.1947, Куйбышев) Александр Павлович Никитин (*25.09.1925, село Лапоть, Золотовский кантон, АССР Немцев Поволжья †06.08.1970, посёлок Зайнабабад, Ленинский р-н, Таджикская ССР). 
∞ (10.10.1972, Могилёв) Кирилл Евдокимович Цыбулькин (*11.05.1918, д. Земцы, Дрибинская вол., Чаусский уезд, Могилёвская губ.) †10.10.2010), .

    - Алексей Николаевич (*29.07.1888, местечко Богачка, Миргородский уезд, Полтавская губ.(?) †27.07.1916, на реке Стоход южнее деревни Заречье под г. Ковелем, Волынская губ.). Без потомства. 
∞ Люция Михайловна, урожд. Тарайковская (* ок. 1891 † не ранее 30.09.1916), дворянка.
    - Варвара Николаевна (* ок. 1894, местечко Богачка, Миргородский уезд, Полтавская губ.(?) †11.05.1925, Васильков). Окончила Ксениинский институт. Учительница реального  училища в Ровно, затем учительница в Василькове. Без потомства. 
∞ Онуфрий Миронович Воробьёв (* ок. 1894 † не ранее 12.05.1925).